# Euphorbia altaica
Euphorbia altaica — вид рослин із родини молочайних (Euphorbiaceae), що зростає у центральній і північній Азії.

## Опис
Це багаторічна трав'яниста рослина, 12–40 см заввишки. Кореневище горизонтальне, 7–10 см × 7 мм, верхівка розгалужена. Стебла 3–5 мм завтовшки, верхні частини неподільні, голі, наявні стерильні пагони. Листки чергові, нечисленні (5–11), сидячі, без прилистків; є кілька базальних лускоподібних червонуватих листків; листова пластинка гола, від вузько еліптичної до довгастої, 1–2.5(4.5) × 0.3–0.6(1.8) см, основа округла або послаблена, край цілий [або дрібно пилчатий], верхівка тупа. Суцвіття — кінцевий складний несправжній зонтик. Квітки зеленувато-жовті. Коробочка трикутно-куляста, 3–4 × 4–5 мм, з щільними, короткими, лускоподібними горбками. Насіння яйцювато кулясте, 2–2.5 × ≈ 1.5 мм, жовто-коричневе (незріле), гладке. Період цвітіння й плодоношення: червень — липень.

## Поширення
Зростає у центральній і північній Азії — Казахстан, Монголія, азійська Росія, Сіньцзян. Населяє гірські схили, луки, узлісся відкритих лісів; вище 2500 метрів.